# دایکوندرا رپنس
دایکوندرا رپنس(نام علمی: Dichondra repens) نام یک گونه از تیره پیچکیان است.